# Druogno
Druogno (Dravégn in dialetto ossolano) è un comune italiano di 1 044 abitanti in Val Vigezzo, provincia del Verbano-Cusio-Ossola. Le frazioni di Albogno e Coimo, già comuni autonomi, furono uniti a Druogno a seguito del R.D. del 6 maggio 1928, n. 1184.

## Storia

### Simboli
Lo stemma del comune riporta il tradizionale palato di rosso e d'azzurro, simbolo della Valle Vigezzo, con una fascia d'argento attraversante sul tutto, caricata di un filetto in fascia di rosso, al monte di tre cime all'italiana di movente dalla punta. 
Nella comunicazione ufficiale il comune utilizza di solito uno scudo privo di corona di rango ma correttamente ornato dei rami di alloro e di quercia.
Il gonfalone in uso è un drappo partito di rosso e di azzurro.

## Monumenti e luoghi di interesse

### Musei
Colonia Montana
A Druogno è presente una grande colonia montana estiva, intitolata a Luigi Razza inaugurata negli anni '30 e ancora attiva gestita dal Consorzio Case Vacanza dei Comuni Novaresi. Nel periodo compreso tra il 1945 e il 1951 circa è stata un preventorio antitubercolare.
Museo UniversiCà
L'ala est della Colonia, grazie a un progetto europeo Interreg Tramevive, è stata affidata alla Fondazione UniversiCà e interamente recuperata nel 2013. Ospita un grande allestimento museale denominato Museo UniversiCà di oltre duemila metri quadri. Il museo propone un percorso di concezione multimediale dedicato alle tradizioni e ai mestieri della Valle Vigezzo e un'area riservata ad allestimenti temporanei, conferenze, spettacoli. Ospita anche delle postazioni per la consultazione approfondita di un archivio virtuale sulla Valle Vigezzo.

### Architetture religiose

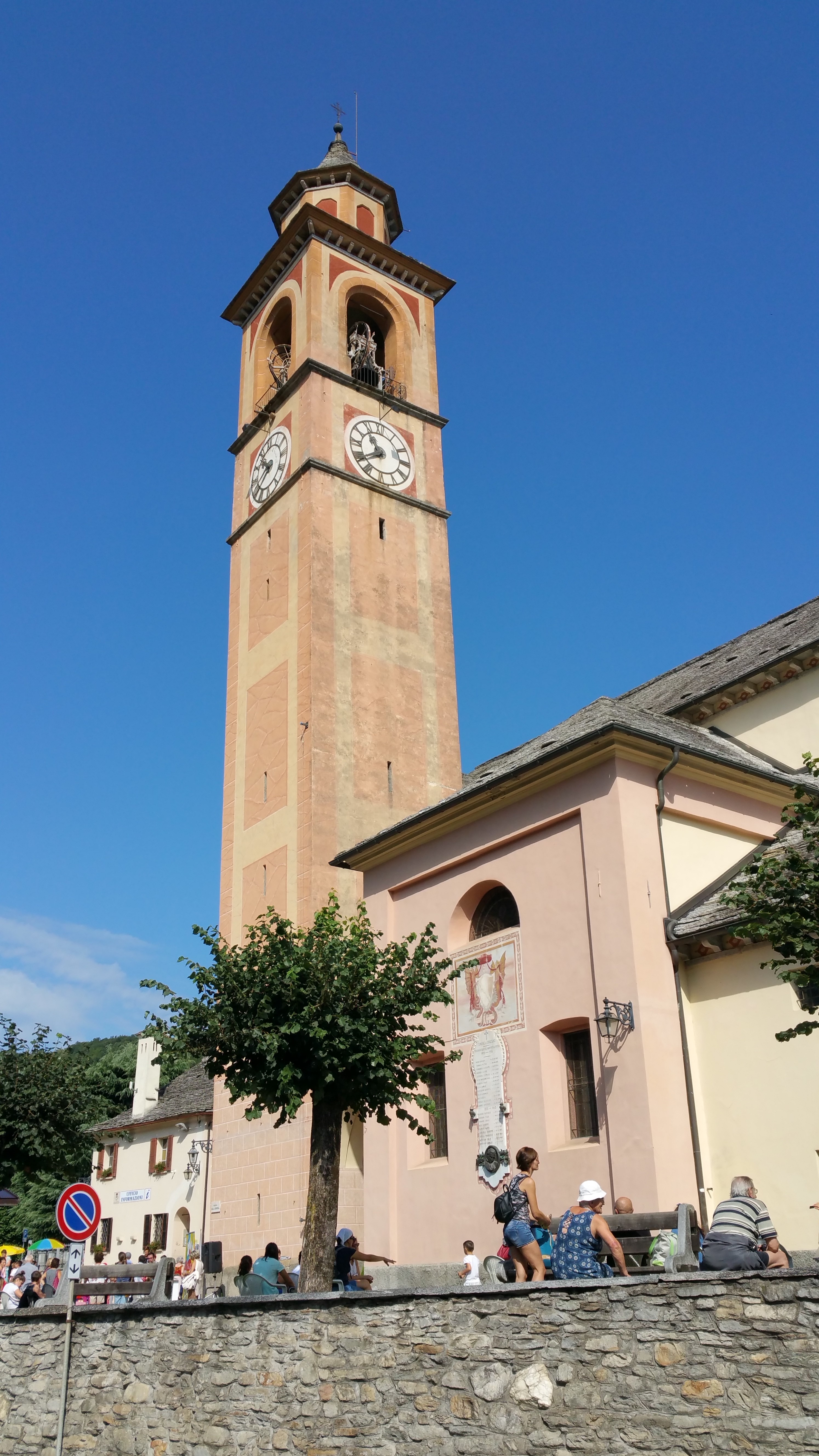
Parrocchiale di San Silvestro

- Chiesa parrocchiale di San Silvestro (Druogno).[6]
- Chiesa di Sant'Ambrogio (Coimo).[7]
- Oratorio dell'Immacolata (Coimo).[8]
- Oratorio di San Michele (Albogno).[9]
- Oratorio di San Rocco (Sagrogno).[10]
- Oratorio di San Defendente (Gagnone).[11]
- Oratorio di San Carlo Borromeo (Orcesco).[12]

### Rifugi e bivacchi

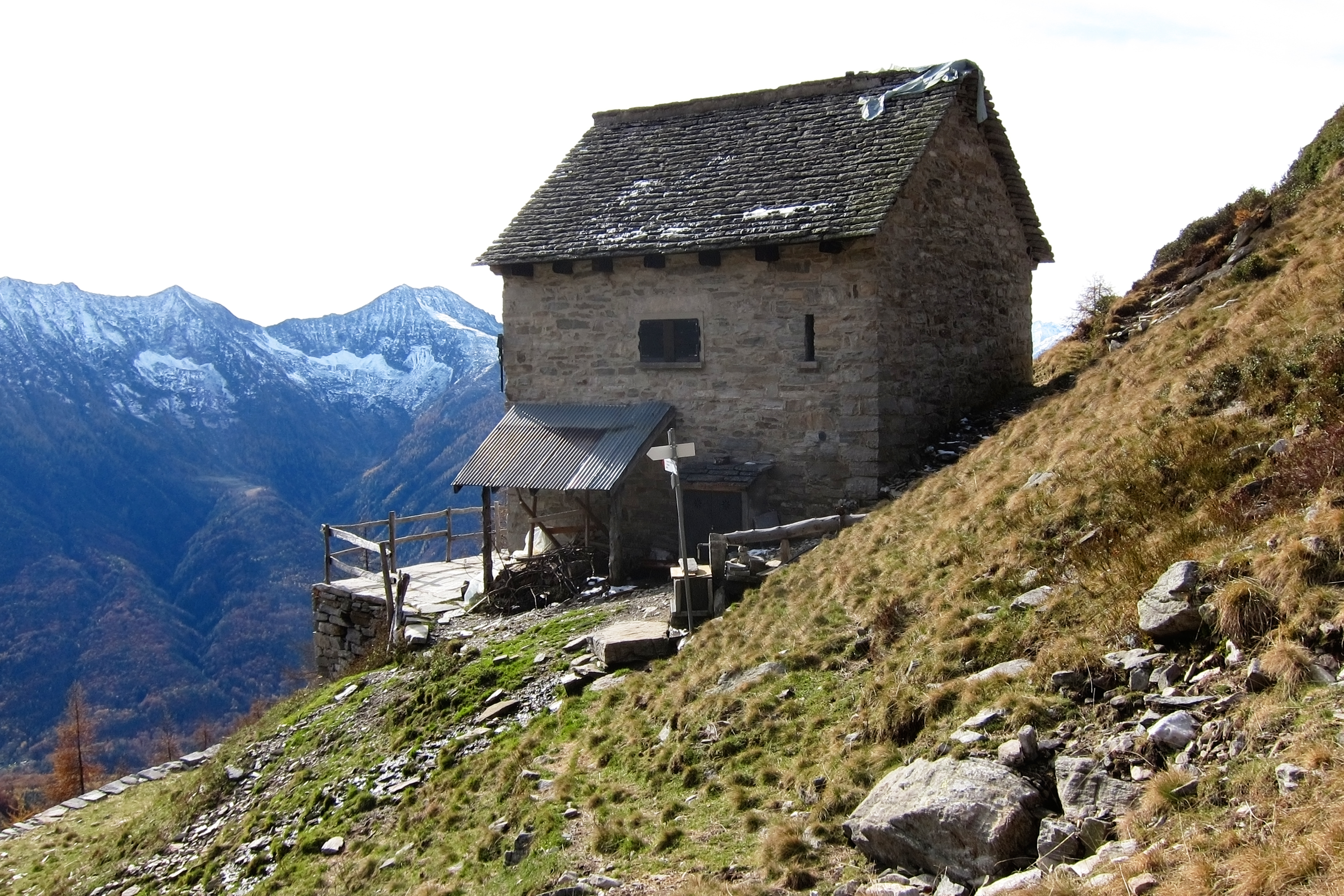
Il Rifugio Usuelli

Nel comune di Druogno si trovano diverse strutture adibite alla funzione di rifugio o bivacco. Nella frazione di Albogno più precisamente in località Alpe Burial (a volte anche Buriale) a 1866 metri di quota si trova il Rifugio Usuelli. Questo edificio è di proprietà della popolazione di Albogno che lo gestisce. Nella frazione di Coimo in località Alpe Cortina a 1418 metri si trova invece il Rifugio Cortina, un piccolo bivacco in pietra.

## Cultura

### Biblioteche
Biblioteca di San Giulio
Situata lungo la strada statale 337, ospita un piccolo museo di cartoline d'epoca. L'edificio in cui è inserita è la chiesa sconsacrata di San Giulio.

## Infrastrutture e trasporti
Nel comune di Druogno esistono tre stazioni ferroviarie sulla linea Domodossola - Locarno:
- la stazione di Druogno, ubicata nel centro del paese;
- la stazione di Gagnone-Orcesco, ubicata tra le due frazioni omonime;
- la stazione di Coimo, situata dal lato opposto della valle rispetto alla frazione omonima.

## Società

### Evoluzione demografica
Abitanti censiti

## Geografia antropica

### Frazioni
- Albogno: paesino a 1020 m s.l.m., un tempo comune autonomo. Festa patronale l'ultima domenica di settembre.
- Coimo: un tempo comune autonomo è famoso per la castagnata che si svolge ad ottobre.
- Sagrogno: piccolo paesino in cui vive stabilmente una sola famiglia.
- Sasseglio: frazione ormai quasi inglobata nel capoluogo, notevole il sacello del SS. Sacramento affrescato da G. M. Borgnis nel 1751 e l'antico oratorio di San Marco.
- Gagnone: paese sorto sulla confluenza del Melezzo Occidentale e altri torrenti.
- Orcesco: caratteristico paese ristrutturato integralmente con un fondo europeo, qui Nicola Zingarelli scrisse il suo vocabolario.

Veduta dell'abitato di Albogno
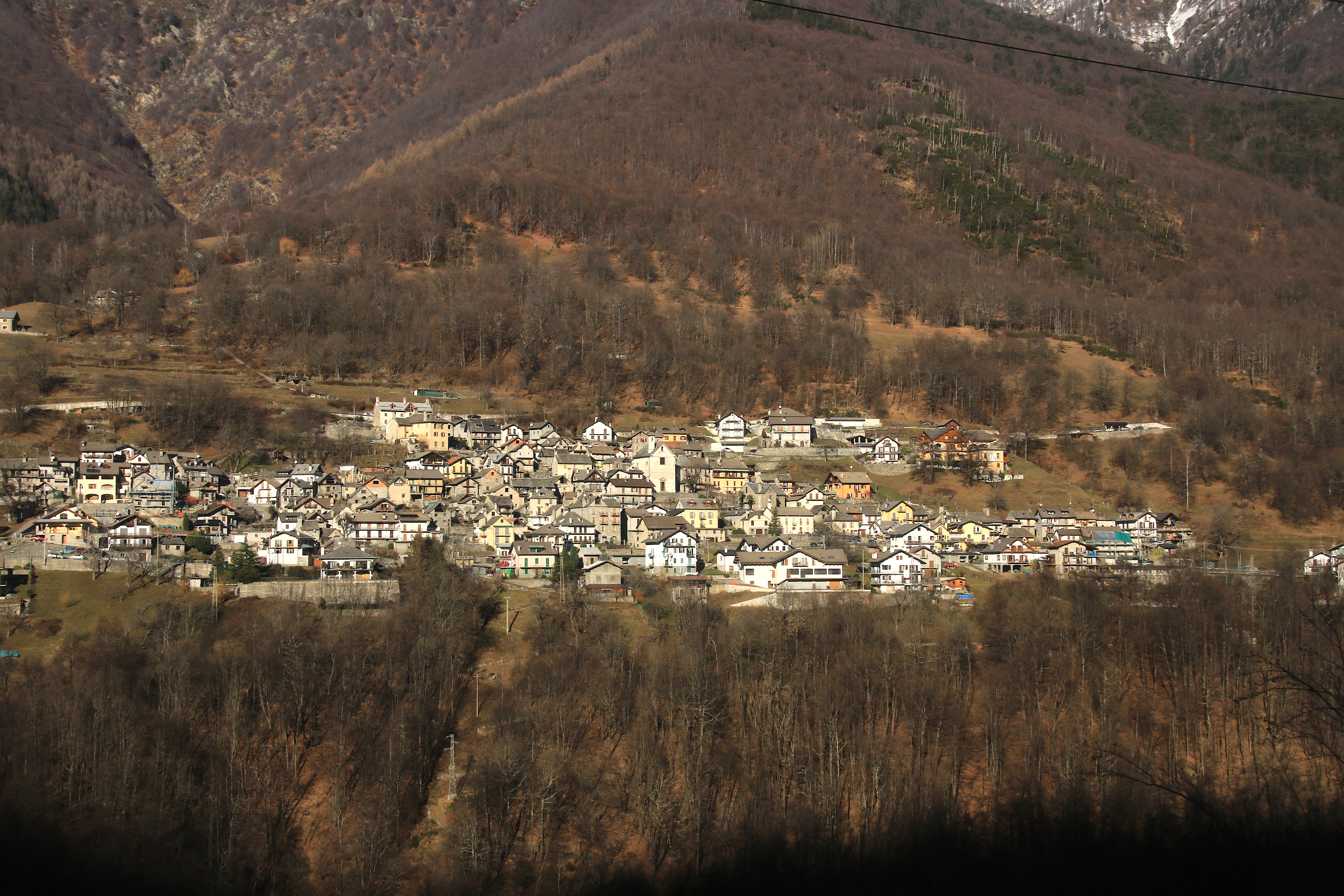
Frazione Coimo (2018)

## Amministrazione
Di seguito è presentata una tabella relativa alle amministrazioni che si sono succedute in questo comune.
| Periodo        | Periodo        | Primo cittadino                | Partito                     | Carica      | Note   |
| -------------- | -------------- | ------------------------------ | --------------------------- | ----------- | ------ |
| 28 aprile 1997 | 8 ottobre 1997 | Aldo Umberto Bonardi           | lista civica                | Sindaco     | [ 16 ] |
| 8 ottobre 1997 | 25 maggio 1998 | Erminio Benedetto Rocco Trillo |                             | Comm. pref. | [ 16 ] |
| 25 maggio 1998 | 28 maggio 2002 | Aldo Umberto Bonardi           | lista civica                | Sindaco     | [ 16 ] |
| 28 maggio 2002 | 29 maggio 2007 | Giovanni Francini              | lista civica                | Sindaco     | [ 16 ] |
| 28 maggio 2007 | 7 maggio 2012  | Giovanni Francini              | lista civica                | Sindaco     | [ 16 ] |
| 24 maggio 2012 | 12 giugno 2017 | Marco Zanoletti                |                             | Sindaco     | [ 16 ] |
| 12 giugno 2017 | 13 giugno 2022 | Marco Zanoletti                | lista civica - Funghi       | Sindaco     | [ 16 ] |
| 13 giugno 2022 | in carica      | Marco Zanoletti                | lista civica - Lista funghi | Sindaco     | [ 16 ] |

### Altre informazioni amministrative
Fa parte dell'unione montana di comuni delle Valli dell'Ossola.